# Hubert Reeves
Joseph Jean-Louis Hubert Reeves (Montreal, 13 de julio de 1932-París, 13 de octubre de 2023) fue un astrofísico franco-canadiense. Ha sido director de investigación en el Centre national de la recherche scientifique desde 1965. Finalmente fijó residencia en Francia donde solía aparecer en televisión tratando temas de divulgación científica.

## El origen de la complejidad
Reeves establece que la naturaleza está constituida como a partir de un alfabeto. Las letras de ese idioma singular son las partículas elementales (indivisibles), los electrones y los quarks. Es la combinación de esa decena de «letras» elementales lo que permite construir el centenar de átomos que reconoce la física. 
Estos átomos constituyen a su vez las «palabras» del idioma natural, que, articuladas en frases u oraciones, se presentan como los cientos de miles de moléculas distintas de la química y la bioquímica. Las moléculas, por su parte, son constitutivas de las células y éstas de los organismos. Para describir el número de células posibles hace falta un número de seiscientos millones de cifras.

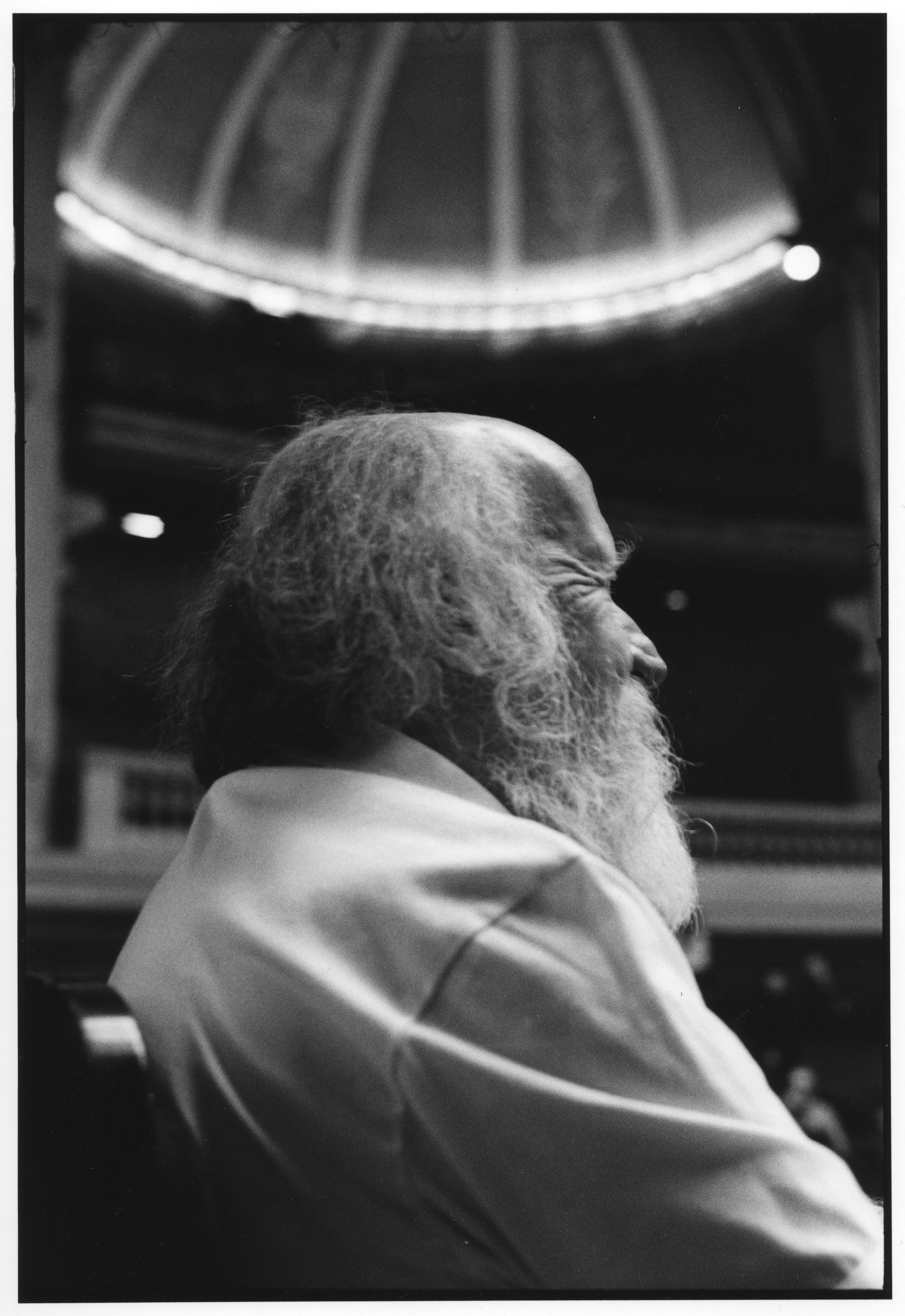
Hubert Reeves by Olivier Meyer

## El sentido del universo
Los distintos niveles de complejidad van surgiendo a medida que el universo se expande y se enfría, luego de la explosión inicial del universo (Big Bang). La vida inteligente, consciente de sí misma, es el último peldaño y es, posiblemente, el objetivo implícito en el desarrollo del universo.

## Síntesis e ideas
Las ideas de Hubert Reeves pueden considerarse representativas de la visión del universo que surge del estado del conocimiento científico actual. En su libro “El Espacio adquiere la forma de mi mirada” escribió: “Estoy inscrito en este momento preciso de la historia del mundo. Durante algunos decenios sostengo la antorcha de la conciencia que este latido del corazón me garantiza. Como antes tantos otros, se extinguirá y otros se encenderán. Vértigo de esta formidable aventura de la vida sobre la Tierra”.
“La gente se muere, pero la vida tiene un modo de continuar como si nada. No hay que ver la muerte como una detención, sino como un relevo, según la imagen del corredor griego que entregaba la antorcha del fuego olímpico antes de caer agotado. Nuestra vida es breve, pero nuestra especie es de larga duración. Tenemos la responsabilidad de los eslabones de una cadena”.
“Nuestra relación con la muerte es fundamentalmente doble. Apartarla lejos el mayor tiempo posible, pero aceptarla como una parte normal de la vida. Es preciso que las fuerzas de la vida intenten ganar, pero también es necesario que sean vencidas. Batirse encarnizadamente para permanecer en la existencia, y acoger a la muerte como un pasaje natural hacia un no sé qué. Quizá la nada. Quizá no. ¿Sostendrá nuestros últimos instantes la curiosidad por estar finalmente a punto de saberlo?” 
Vida y naturaleza
“Mensaje de la astronomía contemporánea. Como los antiguos, tenemos conciencia de estar ligados al cielo. Pero en un marco de una amplitud que nadie imaginó nunca. Participan planetas, estrellas y galaxias. Nuestra existencia tiene resonancias cósmicas”.
“Pienso: la mariposa conoce muy bien la tarea de mariposa. Tiene la vida muy bien trazada. No sabe de la angustia del hombre, que debe forjar por sí mismo el modo de su existencia”
“La dificultad para percibir la naturaleza tal cual es proviene de que de ella surgimos. Formamos parte de ella tal como todas las impresiones y reacciones que nos provoca. Por intermedio de nosotros, la naturaleza se reenvía una imagen de sí misma”.
Unirse al universo
“Animal que ríe, se decía antes para definir al hombre. Habría que decir, mejor: animal que procura religarse. Del latín «religare», la misma raíz de la palabra religión. Los antropólogos nos lo enseñan: no hay grupo humano, por más aislado que esté, ni tribu por más primitiva que sea que no haya establecido y codificado sus relaciones con una realidad divina intangible y de este modo haya procurado el medio para religarse al mundo a pesar y a través de todos los misterios”.
“La historia del cosmos es la de la materia que se organiza. Del caos inicial de hace quince mil millones de años ha nacido la maravillosa complejidad del mundo contemporáneo: la vida y la conciencia. Para llegar allí, la naturaleza, como un factótum, hace de todo. Utiliza el determinismo de las leyes de la física y también la contingencia de las colisiones planetarias. Aquel meteorito (un asteroide gigante que golpeó la Tierra hace sesenta y cinco millones de años) simplemente hizo «saltar el cerrojo»”.
Toma de conciencia
“La acumulación de armas nucleares posibilita que hoy se elimine a nuestra especie. La humanidad se puede destruir a sí misma. La toma de conciencia de este suceso aterrador ha tenido un efecto saludable en el ser humano. El más temerario de los técnicos está obligado a reflexionar. La ética ha ingresado en el dominio de la ciencia”.
“El asunto no es tanto saber si Dios existe o no existe. Más bien: ¿quién es y a qué juega? A qué «gran juego» corresponde la evolución del cosmos, la aparición de la vida y nuestra propia existencia”.
“El lector recorre los capítulos de una novela policial e intenta adivinar la solución. El autor astuto desbarata constantemente las intuiciones del lector y consigue plantearle una situación aparentemente sin salida”. “Sin embargo, incluso en la confusión más profunda, incluso en el momento en que toda solución parece lógicamente imposible, el lector sabe que todo se esclarecerá en el último capítulo. La frustración se vuelve tolerable, pues sabe que puede saltar inmediatamente a las últimas páginas”. 
“La analogía, por supuesto, es la de nuestra existencia. Los seres humanos, en todas las generaciones, han anclado profundamente en sí mismos la convicción de que en alguna parte la realidad tiene un sentido; y han intentado formular, con los conocimientos disponibles en cada época, la expresión de ese sentido. Esas formulaciones adquirieron la forma de sistemas filosóficos y religiosos”.
“¿Y si descubrimos en el último capítulo, como en nuestra novela, que no existe solución? En primer lugar, es preciso reconocer que hay que considerar esta hipótesis. Nada nos permite excluirla. Y enseguida, hay que enfrentar la idea. Para algunos resulta visceralmente inaceptable. En otros ejerce una atracción considerable, que bordea la seducción. Efectuada la confrontación, reconocidas y aceptadas las reacciones, podemos volver atrás más tranquilos. A fin de cuentas, puede que la realidad tenga un sentido…”.
La nueva dignidad
“Los conocimientos científicos nos dan una imagen nueva del ser humano. Destronado de sus pretensiones de «centro del mundo», encuentra una dignidad nueva. Se sitúa muy alto en la escala de seres organizados de la naturaleza. Allí lo ha conducido esa prolongada gestación en la cual están comprendidos todos los fenómenos cósmicos”. “Comparte esta dignidad con todos sus hermanos humanos, sea cual sea su origen. El respeto de los derechos del hombre es también la toma de conciencia de la importancia de cada individuo en la historia del universo”.
“En la escala de la masa y el volumen, el hombre no es nada: ínfima mota de polvo en un espacio sin límite. Pero según el criterio, mucho más significativo, de la organización, se sitúa muy alto. Nuestro conocimiento indica que ocupa el escalón más elevado, aquel desde donde puede ver el universo y plantear preguntas acerca de su origen y su porvenir. Nadie antes que nosotros –por lo menos en este planeta- ha podido acceder a esas preguntas”.
Partes del todo
“Estamos comprometidos, con las nebulosas y los átomos, con todo lo que existe, en esta vasta experiencia de organización de la materia. No somos unos extraños en el universo, pero estamos insertos en una aventura que prosigue en distancias de miles de millones de años luz. Somos los niños de un cosmos que nos ha dado nacimiento después de un embarazo de quince mil millones de años. Como en la tradición hindú, piedras y estrellas son nuestras hermanas. Y descubrimos que dependemos de todos los vivientes, vegetales y animales, que han participado en la elaboración de nuestra fértil biosfera”.
“Estar «del lado de la vida». Compasión universal por todo lo que vive. No son opciones del orden de la racionalidad, sino del orden de los valores. La racionalidad se sitúa como aval. Distinguir «razonable» de «racional». Lo primero incluye intuición y afectos. Lo segundo sólo implica un despliegue correcto del proceso lógico”.
“La conciencia nos sirve, entre otras cosas, para descubrir que somos mortales. ¿No sería mejor no saberlo? Los animales no saben que van a morir –por lo menos eso suponemos- y no sufren la angustia de la muerte. ¿No deberíamos envidiarlos?”. “La conciencia, en cambio, permite el encuentro de los seres, el reconocimiento del otro como otro. ¿Podrían desarrollar sentimientos recíprocos un par de ordenadores en red?”. “La compasión nace de la toma de conciencia del sufrimiento y de la angustia de los otros. Como el afecto, no existiría sin la conciencia. Tampoco, por lo demás, la relación con el mundo y el universo. Los ordenadores no tratan de comprender el sentido de su existencia”. “La conciencia de la precariedad de la existencia agrega valor al momento presente”.
Testamento espiritual
“Habría que dejar una especie de testamento espiritual a los que quedan aquí, a los que vendrán después. Comunicarles cuanto hemos creído percibir y comprender acerca del sentido de esta realidad que hemos orillado algunos años. Transmitirles nuestras recetas acerca de cómo manejar esta existencia. Lo que se puede llamar oficio o, mejor, arte de vivir”.
“Tengo la íntima convicción de que la relación con los otros seres –nuestros compañeros de viaje- es el elemento a un tiempo más misterioso y más significativo de nuestra vida personal y, finalmente, de toda la evolución cósmica”. “Lo importante se situaría en la riqueza del contacto con el universo. En la unión del mundo interior y el mundo exterior. Pertenecería al orden del placer y de la contemplación”.

## Obras principales
- “Paciencia en el azul del cielo” La evolución cósmica – Ediciones Juan Granica SA
- “El sentido del universo” ¿Tiene futuro la vida? – EMECE Editores
- “Malicorne” Reflexiones de un observador de la naturaleza – EMECE Editores
- “Aves, maravillosas aves” Los diálogos entre el cielo y la vida – Ediciones Península
- “La más bella historia del mundo” (varios autores) – Editorial Andrés Bello
- “Últimas Noticias del Cosmos” Hacia el primer segundo – Editorial Andrés Bello
- “El primer segundo” Últimas noticias del Cosmos, 2 – Editorial Andrés Bello
- “El Espacio adquiere la forma de mi mirada” - Ediciones Granica SA - Barcelona 2000
- “Crónicas de los átomos y de las galaxias” - Alianza Editorial - 2009